# Grandes largeurs
Grandes largeurs est une revue littéraire française éditée par Le Tout sur le tout entre 1981 et 1987, et qui proposa des rééditions de textes de Henri Calet, Raymond Guérin, Georges Henein, Jean Reverzy, Emmanuel Bove, Georges Hyvernaud, Jean Forton, etc.